# 조원우 (야구인)
조원우(趙原佑, 1971년 4월 8일 ~ )는 전 KBO 리그 한화 이글스의 외야수이자, 현 KBO 리그 롯데자이언츠의 벤치코치이다.

## 선수 시절

### 쌍방울 레이더스시절
1994년에 2차 5라운드로 지명을 받아 입단하였다. 1995년에는 방위 복무로 인해 홈 경기 밖에 출전하지 못했다. 타율 0.314로 고감도 타격을 보여주던 1999년 5월에 주간 수비 훈련 도중 공을 잘못 밟아 왼쪽 고관절 인대에 부상을 입고 시즌 아웃됐고, 그 이후 끊임없이 통증에 시달려야 했다.

### SK 와이번스시절
2000년에 쌍방울 레이더스의 선수단이 인계되며 이적했다. 2001년 4월 8일 한화 이글스를 상대로 대타 인사이드 더 파크 홈런을 기록했는데 이 날은 그의 생일이었고, 이는 KBO 리그 역대 4번째 기록이었다.

### 한화 이글스시절
2005년 6월 당시 한화 이글스의 투수였던 조영민과 1:1 트레이드를 통해 이적했다. 
2008년 4월 11일 삼성 경기 후 고질적인 허리 및 다리 부상으로 인해 2008년에는 5경기 출전에 머물렀고, 결국 2008년 10월에 방출되며 현역에서 은퇴했다.

## 야구선수 은퇴 후
2008년 11월에 한화 이글스의 2군 코치로 팀에 선임됐고, 보직 이동으로 주루코치가 됐다.
2009년 시즌 후 일본 프로 야구 진출을 선언한 김태균의 주선으로 지바 롯데 마린스에서 코치 연수를 받았다.
지바 롯데 마린스에서 연수를 마친 후 귀국한 그는 2011년 시즌을 앞두고 고향 팀 롯데 자이언츠의 외야수비코치로 부임했다. 부임 후 김주찬, 전준우, 손아섭의 외야 수비 능력을 개선하는 등 롯데 자이언츠의 고질적인 문제 중 하나였던 외야 수비 부문을 수준급으로 끌어올렸다는 평가를 받았다. 이러한 평가에 힘입어 2011년 조아제약 프로야구 대상에서 프로 코치상을 수상했다.
2012년 시즌 후 양승호가 감독직에서 사임하자 두산 베어스로 옮겼다. 하지만 김진욱이 감독에서 경질된 후 다시 SK 와이번스로 옮겼고, 2015년 시즌 중 SK 와이번스의 수석코치로 보직이 변경됐다.
2016년 초 이종운이 감독에서 경질된 후 고향 팀 롯데 자이언츠의 17대 감독으로 부임했고, 쌍방울 레이더스 시절 동료인 김원형을 투수코치 겸 수석코치로 영입했다. 2017년 시즌에는 하위권에 있다가 3위까지 올라가 준 플레이오프에 직행을 하는 기적을 이뤄내고 롯데 자이언츠와 재계약을 맺었다. 그러나 2018년에 실망스러운 리더십을 보이며 팀이 7위로 추락했고, 결국 시즌 후 경질됐다.
2019년에 미국으로 건너가서 한 번 더 지도자 연수를 받았다.
2020년 11월 6일 당시 SK 와이번스의 감독이었던 김원형의 부름을 받아 SK 와이번스의 2군 감독으로 선임됐고, 2021년 시즌 중 김석연에게 2군 감독을 넘기고 벤치코치로 이동했다.

## 주요 기록
- 1998년 최다 안타 2위(149안타)

## 배우자
- '황미화' (2000년 ~ 현재)[8]

## 수상
- 2011년 조아제약 프로야구 대상 프로 코치상

## 등번호
- '36' - 쌍방울 레이더스(1994년~1999년), SK 와이번스(2000년~2003년)
- '9' - SK 와이번스(2004년~2005년)
- '27' - 한화 이글스(2005년~2008년)
- '88' - 한화 이글스(2009년)
- '78' - 두산 베어스 작전/주루코치(2013년)
- '74' - 롯데 자이언츠 외야수비코치&작전/주루코치, SK 와이번스 작전/주루코치&수석코치, 롯데 자이언츠 감독(2016년~2018년), SSG 랜더스 2군 감독&벤치코치&수석코치(2021년~)

## 출신 학교
- 부산 수영초등학교
- 부산중학교
- 부산고등학교
- 고려대학교 체육교육과 1990학번

## 통산 기록
| 연도 | 팀명   | 타율  | 경기 | 타수 | 득점 | 안타 | 2루타 | 3루타 | 홈런 | 루타 | 타점 | 도루 | 도실 | 볼넷 | 사구 | 삼진 | 병살 | 실책 |
| ---- | ------ | ----- | ---- | ---- | ---- | ---- | ----- | ----- | ---- | ---- | ---- | ---- | ---- | ---- | ---- | ---- | ---- | ---- |
| 1994 | 쌍방울 | 0.274 | 86   | 223  | 26   | 61   | 5     | 1     | 4    | 80   | 13   | 15   | 6    | 12   | 1    | 15   | 4    | 0    |
| 1995 | 쌍방울 | 0.230 | 38   | 87   | 14   | 20   | 5     | 1     | 1    | 30   | 7    | 3    | 2    | 5    | 0    | 7    | 3    | 0    |
| 1996 | 쌍방울 | 0.268 | 122  | 284  | 39   | 76   | 7     | 1     | 2    | 91   | 29   | 8    | 5    | 21   | 6    | 28   | 8    | 2    |
| 1997 | 쌍방울 | 0.321 | 126  | 424  | 61   | 136  | 18    | 9     | 5    | 187  | 49   | 15   | 7    | 24   | 2    | 48   | 13   | 2    |
| 1998 | 쌍방울 | 0.311 | 126  | 479  | 80   | 149  | 20    | 4     | 12   | 213  | 62   | 23   | 6    | 35   | 7    | 46   | 15   | 3    |
| 1999 | 쌍방울 | 0.314 | 47   | 188  | 25   | 59   | 9     | 2     | 6    | 90   | 22   | 11   | 2    | 12   | 1    | 32   | 1    | 1    |
| 2000 | SK     | 0.221 | 29   | 77   | 5    | 17   | 0     | 0     | 1    | 20   | 10   | 0    | 1    | 6    | 0    | 13   | 4    | 0    |
| 2001 | SK     | 0.244 | 111  | 307  | 43   | 75   | 15    | 1     | 7    | 113  | 39   | 7    | 3    | 42   | 4    | 48   | 2    | 1    |
| 2002 | SK     | 0.269 | 116  | 297  | 42   | 80   | 8     | 2     | 8    | 116  | 36   | 4    | 3    | 17   | 6    | 44   | 4    | 0    |
| 2003 | SK     | 0.281 | 128  | 452  | 65   | 127  | 18    | 0     | 8    | 169  | 48   | 13   | 5    | 35   | 14   | 65   | 7    | 0    |
| 2004 | SK     | 0.277 | 119  | 386  | 59   | 107  | 17    | 2     | 3    | 137  | 35   | 5    | 6    | 42   | 11   | 49   | 3    | 0    |
| 2005 | 한화   | 0.302 | 95   | 351  | 43   | 106  | 17    | 1     | 6    | 143  | 42   | 7    | 3    | 31   | 4    | 50   | 5    | 0    |
| 2006 | 한화   | 0.267 | 106  | 341  | 48   | 91   | 10    | 0     | 1    | 104  | 25   | 6    | 2    | 30   | 5    | 45   | 6    | 1    |
| 2007 | 한화   | 0.266 | 114  | 319  | 36   | 85   | 15    | 1     | 4    | 114  | 26   | 6    | 1    | 23   | 7    | 47   | 9    | 2    |
| 2008 | 한화   | 0.200 | 5    | 5    | 0    | 1    | 0     | 0     | 0    | 1    | 0    | 0    | 0    | 0    | 0    | 1    | 1    | 0    |
| 통산 | 15시즌 | 0.282 | 1368 | 4220 | 586  | 1190 | 164   | 25    | 68   | 1608 | 443  | 123  | 52   | 335  | 68   | 538  | 85   | 12   |

## 참조
1. ↑  연합 (1995년 4월 27일). “<프로야구화제> 방위병 출전금지 각팀전력 큰 변화”. 연합뉴스. 2022년 3월 21일에 확인함.
2. ↑  김재동 (2018년 3월 29일). “[김재동의 만남] "연패할 때 있으면 연승할 때도"..조원우의 牛步千里”. 스타뉴스. 2022년 3월 21일에 확인함.
3. ↑  이석무 (2008년 10월 9일). “한화, 권준헌-조원우 등 5명 자유계약선수로 방출”. 마이데일리. 2008년 10월 10일에 확인함.
4. ↑  하남직 (2008년 11월 7일). “조원우, 한화 코치로 팀 마무리 훈련 합류”. 일간스포츠. 2008년 11월 7일에 확인함.[깨진 링크(과거 내용 찾기)]
5. ↑  `日 연수` 조원우, "도와 준 태균이에게 고맙다"[깨진 링크(과거 내용 찾기)] - 일간스포츠
6. ↑  롯데 외야 안정 1등공신, 이구동성 '조원우 코치' - OSEN
7. ↑  '美 코치 연수' 조원우 전 감독, “아직 젊은 나이, 다시 부딪히며 배울 것” - OSEN
8. ↑  SK 조원우 '생애 최고의 해' 보관됨 2001-01-24 - 웨이백 머신 《한국일보》, 2000년 12월 12일